# Línea 121 (Montevideo)
La línea 121 es una línea urbana de Montevideo que une la Ciudad Vieja con Punta Carretas. La ida es Punta Carretas y la vuelta Ciudad Vieja.

## Recorridos

Línea 121 sobre la Avenida 18 de julio, año 1945.

Circula por los barrios: Punta Carretas, Pocitos, Tres Cruces, Cordón, Centro, Ciudad Vieja y Aduana.
| - Juan Lindolfo Cuestas - Buenos Aires - Liniers - San José - Ejido - Avenida 18 de Julio - Bulevar Artigas - Canelones - Avenida Brasil - Rambla República del Perú - Rambla Mahatma Gandhi - Joaquín Nuñez - José Ellauri - Ramón Fernández - Bulevar Artigas - Terminal Punta Carretas | - Terminal Punta Carretas - Bulevar Artigas - Ramón Fernández - José Ellauri - José María Montero - Gonzalo de Orgaz - Leyenda Patria - Juan Benito Blanco - Avenida Brasil - Bulevar Artigas - Avenida 18 de Julio - Alejandro Beisso - Colonia - Río Branco - Avenida Uruguay - 25 de Mayo - Juncal - Cerrito |